# Altella lucida
Altella lucida är en spindelart som först beskrevs av Simon 1874.  Altella lucida ingår i släktet Altella och familjen kardarspindlar. Inga underarter finns listade i Catalogue of Life.